# ستار دوور (استان لوبوسکی)
ستار دوور (به لهستانی:  Stary Dwór) یک روستا در لهستان است که در گمینا تژچیل واقع شده‌است. ستار دوور ۳۶۰ نفر جمعیت دارد و ۹۵ متر بالاتر از سطح دریا واقع شده‌است.